# Avicenismo
Avicenismo é uma escola de filosofia islâmica que foi fundada por Avicena. Ele desenvolveu sua filosofia ao longo de sua vida após ser profundamente tocado e preocupado pela Metafísica de Aristóteles e estudá-la por mais de um ano. De acordo com Henry Corbin e Seyyed Hossein Nasr, existem dois tipos de avicenismo: islâmico e latino.
De acordo com Nasr, o avicenismo latino foi baseado nas antigas obras filosóficas de Avicena. Esta escola seguiu a escola peripatética de filosofia e tentou descrever a estrutura da realidade com um sistema racional de pensamento. No século XII d.C., tornou-se influente na Europa, particularmente em Oxford e Paris, e afetou alguns filósofos notáveis como Tomás de Aquino, Roger Bacon e João Duns Escoto. Enquanto o avicenismo latino era fraco em comparação com o averroísmo latino, de acordo com Étienne Gilson houve um "agostinismo avicenizante".
Por outro lado, o avicenismo islâmico é baseado em suas obras posteriores, que são conhecidas como "A Filosofia Oriental" (حکمت المشرقیین). Portanto, a filosofia na civilização islâmica oriental se aproximou da gnose e tentou fornecer uma visão de um universo espiritual. Essa abordagem abriu caminho para a escola iraniana do iluminacionismo (حکمت الاشراق) de Suhrawardi.
Corbin referiu-se às divergências entre o avicenismo iraniano e o avicenismo latino e mostrou que se podem ver três escolas diferentes no avicenismo, que ele chamou de agostinismo avicenizante, avicenismo latino e avicenismo iraniano.
Vários mu'tazilitas foram contemporâneos de Avicena, enquanto o programa filosófico de Avicena e seus alunos foi criticado pelo estudioso muʿtazilī hanafista Ibn al-Malāḥimī (falecido em 1141), que argumentou que a filosofia na tradição grega seria usada para justificar falsas crenças e diluir o caráter profético do islamismo. Ele apresentou o cristianismo como um exemplo de uma religião profética corrompida pelo pensamento abstrato grego.